# Joaquim Wladimir Lopes Dias

Bischofswappen von Joaquim Wladimir Lopes Dias

Joaquim Wladimir Lopes Dias (* 23. Oktober 1957 in Cafelândia) ist ein brasilianischer Geistlicher und römisch-katholischer Bischof von Lorena.

## Leben
Joaquim Wladimir Lopes Dias studierte Betriebswirtschaft an der Fakultät für Wirtschaftswissenschaften Faculdade Padre Anchieta  in Jundiaí. Nach dem Studium der Philosophie am Priesterseminar Nossa Senhora do Desterro in Jundiaí und dem Studium der Katholischen Theologie am Salesianischen Universitätszentrum von São Paulo empfing er am 12. Dezember 1997 die Priesterweihe für das Bistum Jundiaí.
Lopes Dias war Pfarrvikar der Pfarrei São Sebastião in Itupeva (1997–1998) und Diözesankoordinator der Bewegung Movimento de Cursilhos de Cristandade do Brasil (MCC) (1997–1998). Anschließend war er als Pfarrer in Campo Limpo und Várzea Paulista tätig. Von 2003 bis 2006 war er Subregens und von 2006 bis 2009 Regens des Priesterseminars Nossa Senhora do Desterro in Jundiaí. Lopes Dias war Generalvikar (2006–2009 und 2010–2011) und Diözesanadministrator (2009) des Bistums Jundiaí.
Papst Benedikt XVI. ernannte ihn am 21. Dezember 2011 zum Weihbischof in Vitória und Titularbischof von Sita. Die Bischofsweihe spendete ihm der Bischof von Jundiaí, Vicente Costa, am 4. März des nächsten Jahres; Mitkonsekratoren waren Luiz Mancilha Vilela SSCC, Erzbischof von Vitória, und Gil Antônio Moreira, Erzbischof von Juiz de Fora. Als Wahlspruch wählte er FIAT MIHI SECUNDUM VERBUM TUUM.
Am 14. Mai 2014 wurde er zudem zum Apostolischen Administrator von Colatina ernannt. Am 4. März 2015 ernannte ihn Papst Franziskus zum Bischof von Colatina. Die Amtseinführung fand am 2. Mai desselben Jahres statt. Am 13. Januar 2021 ernannte ihn Papst Franziskus zum Bischof von Lorena. Die Amtseinführung fand einen Monat später statt.